# Governo Đukanović VI
Il governo Đukanović VI è stato un governo del Montenegro in carica dal 4 dicembre 2012 al 28 novembre 2016. Con lo scioglimento della coalizione tra i due partner di centro-sinistra DPS-SDP nel gennaio 2016, si venne a costituire un esecutivo di minoranza provvisorio (di fiducia elettorale) in carica dal 12 maggio al 28 novembre 2016, con diversi membri dei partiti di opposizione che si unirono alla compagine di governo.

## Composizione
| Nome                     | Incarico                                                               | Partito |
| ------------------------ | ---------------------------------------------------------------------- | ------- |
| Milo Đukanović           | Presidente del Consiglio dei ministri                                  | DPS     |
| Igor Lukšić              | Vicepremier e Ministro degli Affari Esteri e dell'integrazione europea | DPS     |
| Duško Marković           | Vicepremier e Ministro della Giustizia                                 | DPS     |
| Vujica Lazović           | Vicepremier e Ministro della Politica economica e finanziaria          | SDP     |
| Rafet Husović            | Vicepremier e Ministro della Sviluppo regionale                        | BS      |
| Petar Ivanović           | Ministro dell'Agricoltura e dello sviluppo rurale                      | DPS     |
| Milica Pejanović-Đurišić | Ministra della Difesa                                                  | DPS     |
| Vladimir Kavarić         | Ministro dell'Economia                                                 | DPS     |
| Slavoljub Stijepović     | Ministro dell'Educazione e dello Sport                                 | DPS     |
| Radoje Žugić             | Ministro delle Finanze                                                 | DPS     |
| Miodrag Radunović        | Ministro della Salute                                                  | DPS     |
| Suad Numanović           | Ministro dei Diritti umani e delle minoranze                           | DPS     |
| Raško Konjević           | Ministro degli Affari Interni                                          | SDP     |
| Predrag Bošković         | Ministro del Lavoro e della previdenza sociale                         | DPS     |
| Ivan Brajović            | Ministro dei Trasporti                                                 | SDP     |
| Sanja Vlahović           | Ministra della Scienza                                                 | SDP     |
| Branislav Mićunović      | Ministro della Cultura                                                 | DPS     |
| Marija Vučinović         | Ministra senza portafoglio                                             | HGI     |